# Lagynochthonius curvidigitatus
Lagynochthonius curvidigitatus es una especie de arácnido  del orden Pseudoscorpionida de la familia Chthoniidae.

## Distribución geográfica
Es endémica de Tenerife en la Cueva de Felipe Reventón (España).